# 체첸 나하르
체첸 나하르는 이치케리야 체첸 공화국의 통화였다. 1994년 영국에서 인쇄된 1, 3, 5, 10, 50, 100, 500, 1000 나하르 지폐가 제작되었으며 1995년 공식 채택되었다.
이들 화폐는 실제로 유통되지 않았으며 제2차 체첸 내전 당시 러시아군의 군사작전으로 인해 그로즈니 은행에 보관되어 있던 화폐들이 대부분 파손되었다.